# Octafluorpropan
Octafluorpropan ist eine chemische Verbindung aus der Gruppe der aliphatischen, gesättigten Halogenkohlenwasserstoffe (FKW) und ein Vertreter der Perfluorcarbone.

## Gewinnung und Darstellung
Octafluorpropan kann durch elektrochemische Fluorierung oder durch den Fowler-Prozess mit Cobalt(II)-fluorid hergestellt werden.

## Eigenschaften
Octafluorpropan ist ein farbloses, nicht brennbares Gas mit etherischem Geruch. Es ist schwerer als Luft und liegt in Druckgasflaschen in verflüssigter Form vor. Es kommt auch als Gemisch mit Chlordifluormethan oder Propan in den Handel. Beim Ausströmen der Flüssigkeit oder beim Entweichen großer Gasmengen bilden sich kalte Nebel, die sich am Boden ausbreiten. Über 800 °C zersetzt sich die Verbindung. Ihre kritische Temperatur liegt bei 71,9 °C, der kritische Druck bei 26,8 bar, die kritische Dichte bei 0,628 kg/l und die Tripelpunkt-Temperatur bei −148,3 °C. Das Treibhauspotenzial ist 9878 und das Ozonabbaupotential ist 0.

## Verwendung
Octafluorpropan wird in der Elektronikindustrie als Gemisch mit Sauerstoff zum Plasmaätzen von Siliciumdioxid verwendet.
In der Medizin wird es beim Ultraschall in der Kardiologie als Kontrastverstärker und für die postoperative Tamponierung der Netzhaut verwendet.
Als R-218 wird es in der Industrie als Kältemittel verwendet.